# Анфим Элосский
Епископ Анфим (греч. Επίσκοπος Άνθιμος; ?, Стено, Аркадия — сентябрь 1821, Триполи, Греция) — епископ Константинопольской православной церкви, политик, участник Освободительной войны Греции 1821−1829 годов.

## Биография
Епископ Анфим родился в селе Стено нынешнего нома Аркадия, Пелопоннес. Настоящая фамилия Скалистирис.
Нет достоверных данных о годе рождения Анфима, как нет сведений о его молодости.
Анфим стал епископом в Элосе, ном Лакония (греч. Έλος Λακωνίας). Был посвящён в тайное революционное греческое общество Филики Этерия.
В конце февраля (по григорианскому календарю) 1821 года, когда Александр Ипсиланти с гетеристами перешёл реку Прут и начал греческое восстание с Придунайских княжеств, епископ Анфим, в отличие от Константинопольского патриарха Григория V, не только не препятствовал священникам своей епископии молиться о победе греческого оружия, но и сам писал эти молитвы.
Чуть позже, в конце марта 1821 года (по юлианскому календарю), и с началом восстания в Морее, епископ благословил оружие восставших региона Монемвасии. После этого Анфим отправился в лагерь повстанцев в Вервена, один из лагерей, организованных осаждавшем Триполицу Теодором Колокотронисом.
После боя при Левиди (в ночь с 13 на 14 апреля), епископ отправился на острова Спеце и Идра, с целью убедить судовладельцев островов принять участие в восстании и задействовать свои корабли в военных действиях, чем оказал содействие гетеристу капитану Антонису Иконому в вовлечении Идры в восстание и одновременно способствовал компромиссу между гетеристами и судовладельцами.
В конце мая 1821 года епископ Анфим, вместе с видными землевладельцами и священниками Пелопоннеса и некоторыми военачальниками, такими как епископ Феодорит Вресфенийский, Петрос Мавромихалис, Анагностарас, Николаос Петимезас и другие принял участие в собрании в монастыре Калтези недалеко от Триполицы, которое избрало Пелопоннеский Сенат.
Сенат практически сместил организатора революции Этерию от руководства войной и воспротивился полномочиям, которыми наделил Александр Ипсиланти своего брата Дмитрия Ипсиланти.
По завершении заседания Сената, Анфим провёл службу, в ходе которой, скрестив два ружья на иконе Христа, провозгласил: Братья эллины, благословленные воины Веры и Отечества, Бог благословил ваше оружие.

## Осада Триполицы
Продолжая оставаться в лагерях вокруг Триполицы, Анфим воодушевлял повстанцев, заявляя что тот, кто в ходе боя убьёт турка или будет убит турком, станет святым и именовал оружие повстанцев Богом хранимым и Богом прославленным, подчёркивая свящённый характер войны.
Анфим в своих обращениях к повстанцам сравнивал стены Триполицы со стенами рая и говорил им что в рай попадёт тот кто преодолеет стены Триполицы. Анфим благословлял повстанцев не рукой, как принято, но оружием. Историки отмечают тот факт, что Анфим стал допускать к Святому Причастию (Евхаристия) только тех из повстанцев, кто убил хоть одного турецкого солдата.
Епископ Анфим не ограничивался речами и принимал непосредственное участие в осаде и боях, не имея при этом никакой командной должности.
Ненависть, которую Анфим питал к османам, не лишила его гуманизма. Французские филэллины Максим Рейбо и Оливье Вутье описывали случай до взятия города повстанцами, когда вмешательство Анфима спасло жизнь безоружного турка, ставшего непреднамеренно виновником смерти греческого повстанца. Греческий историк И. Филимонас пишет, что епископ Анфим пытался удержать повстанцев от резни безоружных мусульман после взятия Триполицы.
Абсолютно противоположна оценка, которую высказывали по отношению к Анфиму греческий историк-марксист Яннис Кордатос и также писатель левых убеждений Яннис Скарибас. Кордатос и Скарибас обвиняют Анфима как ответственного за резню нескольких сотен безоружных мусульман. Скарибас пишет что у Анфима была чёрная душа, напоминает что он допускал к Причастию только убивших хоть одного турка, не указывая однако шла ли речь шла о вооружённом противнике или о гражданском населении. При этом Скарибас ссылается на немецкого историка Карла Медельсона Бартольди (Carl Mendelssohn Bartholdy 1838—1897), который, в отличие от французских филэллинов, не только не был свидетелем событий, но родившись через 17 лет, впервые посетил Грецию через 40 лет после событий, в 1863 году.
Епископ Анфим умер в сентябре 1821 года Триполице от тифа, распространившегося в регионе Аркадии после взятия Триполицы повстанцами.